# Flakebergs socken
Flakebergs socken i Västergötland ingick i Viste härad, ingår sedan 1971 i Grästorps kommun och motsvarar från 2016 Flakebergs distrikt.
Socknens areal är 17,35 kvadratkilometer varav 17,27 land. År 2000 fanns här 342 invånare.  Kyrkbyn Flakeberg  med sockenkyrkan Flakebergs kyrka ligger i socknen.

## Administrativ historik
Socknen har medeltida ursprung. 
Vid kommunreformen 1862 övergick socknens ansvar för de kyrkliga frågorna till Flakebergs församling och för de borgerliga frågorna bildades Flakebergs landskommun. Landskommunen uppgick 1952 i Grästorps landskommun som 1971 ombildades till Grästorps kommun. Församlingen uppgick 2002 i Särestads församling.
1 januari 2016 inrättades distriktet Flakeberg, med samma omfattning som församlingen hade 1999/2000. 
Socknen har tillhört län, fögderier, tingslag och domsagor enligt vad som beskrivs i artikeln Viste härad. De indelta soldaterna tillhörde Västgöta-Dals regemente, Livkompaniet och Västgöta regemente, Barne kompani.

## Geografi
Flakebergs socken ligger öster om Grästorp. Socknen är en uppodlad slättbygd med inslag av åsar och skog.

## Fornlämningar
Från bronsåldern finns skålgropsföremoster och stensättningr. Från järnåldern finns ett gravfält.

## Namnet
Namnet skrevs 1325 Flakäbiärgh och kommer från kyrkbyn. Efterleden berg syftar på någon av höjderna vid kyrkan. Förleden kan innehålla flake, uppgillrad lucka för djurfångst'.